# 大村友樹
大村友樹（おおむらゆうき）は北海道室蘭市出身のフルート奏者。現在、九州交響楽団首席フルート奏者、平成音楽大学非常勤講師、パールフルート教室講師。福岡女子短期大学非常勤講師。アジアフルート連盟理事。

## 経歴
北海道室蘭栄高等学校普通科を経て東京藝術大学卒業。在学中、安宅賞受賞。
フルートを金昌国、細川順三に師事。 
東京文化会館大ホールにおいて「芸大定期・新卒業生紹介演奏会」、日本フルート協会東京支部主催「第18回フルートデビューリサイタル」に出演。 
- 1991年より東京シティ・フィルハーモニック管弦楽団のフルート奏者を務める。

東京シティ・フィル第121回定期演奏会では、バッハ作曲ブランデンブルク協奏曲第五番のソリストを務める。
- 1997年より群馬県万場町 (現・神流町)の小中学校・老人ホームにおいてクラシックコンサートに出演、東京都児童相談センターでの音楽会出演、保育園・幼稚園・小中高校でのコンサートに出演するなど、さまざまな場所で多くの人々にそのフルートの音を聴かせ、音楽の普及に精力的に活動している。
- 1998年チェンバリストの辰巳美納子とデュオリサイタルを開催。
- 1999年、東京ヴィヴァルディ合奏団第81回定期演奏会“海の嵐そのⅡ”にゲスト出演。

フルート四重奏団「よっつのふえ」のメンバーで、1999年8月にCD「よっつのふえ」をリリースする。
- 2000年9月に東京ヴィヴァルディ合奏団と共にヴィヴァルディ作曲フルート協奏曲「海の嵐」を発売。
- 2001年5月東京シティ・フィル第150回定期演奏会において、ペンニージ作曲「オーケストラとフルートのための『情景』」（日本初演）のソリストを務める。

同年「よっつのふえ」を「ザ・フルートカルテット」に改め、8月にCD「CHATS」をリリース。
- 2003年9月「Arcadie」を発売。
- 2004年11月、演出家岡野まさあき・ピアニスト井谷佳代を迎え、初のソロコンサート「大村友樹フルートリサイタル　vol.1」を開催。
- 2006年1月東京シティ・フィル第3回ティアラ定期演奏会において、モーツァルト作曲「フルートとハープのための協奏曲」のソリストとして、ハープの松岡みやびと共演。

アルソ出版より「DVDフルートメソード／基礎編　ステップアップ編」を出版。
- 2006年秋東京シティ・フィルを退団し、九州・熊本へ活動拠点を移す。
- 2007年1月「大村友樹ウェルカムコンサート」を開催。
- 2007年4月「大村友樹コンサートin　札幌」出演。
- 2007年6月山口邦子（平成音楽大学講師）とデュオリサイタルを開催。
- 2016年1月九州交響楽団に首席フルート奏者として入団。現職。